# HOKUSAI
『HOKUSAI』（ほくさい）は、2021年5月28日に公開された日本映画。監督は橋本一、主演は柳楽優弥と田中泯で、それぞれ柳楽が青年・壮年期、田中が老年期の葛飾北斎を演じる。第33回東京国際映画祭特別招待作品。
北斎の版元である蔦屋重三郎と北斎の盟友である柳亭種彦とのエピソードを軸に、「人間・北斎」と、北斎が描いた「3つの波の秘密」が生まれるに至った物語を描く。
当初は2020年5月29日に公開予定だったが、同年4月2日に製作委員会と配給のS・D・Pは、新型コロナウイルスの感染状況および行政機関の発表・方針を鑑みて、2021年に延期することを発表した。その後、同年11月に2021年5月公開とすることが発表された。また2021年4月、同年夏に台湾で公開されることが発表された。

## あらすじ
豪華絢爛な町人文化に彩られた江戸の町の片隅で芽の出ない1人の絵師がいた。勝川春朗、のちの葛飾北斎がその貧乏絵師である。絵師になったはいいが、あまりの傍若無人ぶりに師匠である勝川春章から破門を命じられる始末。ついには1日の飯すらろくに食べられない貧乏生活を送る羽目に。ところが「捨てる神あれば拾う神あり」とはよく言ったもので、この貧乏絵師に才能を見出した人物がいたのだ。喜多川歌麿や東洲斎写楽を世に送り出した希代の版元である蔦屋重三郎が北斎の隠れた才能を引っ張り出したのだ。蔦屋重三郎によって本能が開花した北斎は次々と革新的な画を世に送り出し、たちまち江戸の人気者にのし上がる。しかし、そのことが江戸幕府の反感を大いに買うことになってしまう。

## キャスト
- 葛飾北斎（青年・壮年期）：柳楽優弥
- 葛飾北斎（老年期）：田中泯
- 柳亭種彦：永山瑛太[2]
- 喜多川歌麿：玉木宏[2]
- コト：瀧本美織[8]
- 瑣吉 / 滝沢馬琴：辻本祐樹
- 永井五右衛門：津田寛治[8]
- 東洲斎写楽：浦上晟周
- 葛飾北斎（少年期）：城桧吏
- 麻雪：芋生悠
- トヨ：魏涼子
- 源次郎：関幸治
- 石原淋
- お栄：河原れん
- 高井鴻山：青木崇高[8]
- 蔦屋重三郎：阿部寛[2]

## スタッフ
- 監督：橋本一
- 企画・脚本：河原れん
- 音楽：安川午朗
- エグゼクティブプロデューサー：細野義朗
- プロデューサー：中山賢一
- 共同プロデューサー：吉原大佑
- キャスティング：川村恵
- アソシエイトプロデューサー：勅使川原千春、大西結衣
- ポストプロダクションプロデューサー：篠田学
- ラインプロデューサー：武石宏登
- 撮影監督：ニホンマツアキヒコ
- 撮影：角田真一
- 照明：佐藤宗史
- キーグリップ：ヒロカクハリ
- 録音：久連石由文
- 美術：相馬直樹
- 装飾：鈴村髙正
- 衣装：宮本まさ江
- メイク：宮内三千代
- かつら：濱中尋吉、高嵜光代
- 編集：掛須秀一
- 音響効果：柴崎憲治
- VFXスーパーバイザー：進威志
- スクリプター：松澤一美
- 助監督：西山太郎
- 制作担当：田中智明
- 北斎スーパーバイザー：久保田一洋
- 浮世絵指導：向井大祐、松原亜実
- 音楽プロデューサー：安井輝
- 宣伝プロデューサー：木村德永
- 制作プロダクション：Pipeline
- 宣伝統括：KICCORIT
- 配給：S・D・P
- 製作：「HOKUSAI」製作委員会